# North American P-51 Mustang
P-51 Мустанг (англ. North American P-51 Mustang) — винищувач США, розроблений на початку 1940-х років. Вважається найкращим винищувачем ВПС США часів Другої світової війни. Широко експортувався до багатьох країн п'яти континентів світу, брав участь в Корейській війні 1950—1953 років і ряду інших збройних конфліктів.
P-51 більше всього використовувався як ескорт бомбардувальників в нальотах на Німеччину, допомагаючи забезпечити союзницьку перевагу в повітрі з початку 1944. Також він обмежено використовувався проти Японії на Тихоокеанському театрі. Мустанг почав Корейську війну як основний винищувач військ ООН, але став штурмовиком, коли з'явились реактивні винищувачі. Проте він залишився на озброєнні у деяких ВПС аж до початку 1980-х. Крім того, що винищувач був економічним у виробництві, Мустанг був швидким, якісно побудованим і мав надзвичайно тривалий строк служби. Остання версія одномісного винищувача мала двигун Packard V-1650-3. Цей двигун був 12-циліндровою версією двигуна Rolls-Royce Merlin з двох-стадійним двох-швидкісним нагнітачем, побудованим компанією Packard. Версія винищувача мала шість авіаційних кулеметів Браунінга калібру .50 (12.7 мм). Після Другої світової і Корейської війн багато Мустангів було переобладнано для цивільного використання, особливо для авіаційних змагань. Репутація Мустангів була такою, що в середині-1960-х дизайнер компанії Форд Джон Нажжар взяв ім'я винищувача для знаменитого автомобіля Форд Мустанг.

## «Мустанг» у Радянському Союзі
У травні 1942 року британці відправили в СРСР чотири «Мустанги» I (AG348, AG352, AG353, AG354) для військових випробувань. Літаки прибули з Англії 14 травня і після серйозних випробувань в НДІ ВПС восени три літака передали в 5-й ГвВАП. На цих літаках літали провідні льотчики полку, однак жодної перемоги здобуто не було.